# 2020年イギリス労働党党首選挙
2020年イギリス労働党党首選挙（英: 2020 Labour Party leadership election）は、2020年2月24日から4月4日にかけて行われた、イギリスの政党・労働党の党首を決定する選挙である。
結果キア・スターマーが選ばれた。
労働党員の有権者は78万4151人、実際に投票したのは49万人強だった。同時に労働党副党首選挙も行われ、アンジェラ・レイナーが選出された。

## 候補
- レベッカ・ロング＝ベイリー
- リサ・ナンディー（英語版）
- キア・スターマー